# Tjänstemannacentralorganisationen
Tjänstemannacentralorganisationen (förkortning STTK enligt det finska namnet, tidigare på svenska FTFC), på finska Toimihenkilökeskusjärjestö, är en facklig centralorganisation för tjänstemän i Finland och består av 18 medlemsförbund som organiserar tjänstemän inom industri-, kommun-, stats-, och den privata servicesektorn. Organisationen har 608 000 medlemmar.
STTK organiserar även studenter genom studerandedelegationen STTK-Opiskelijat. STTK-Opiskelijat har omkring 55 000 medlemmar.
STTK samarbetar med de två övriga finska centralorganisationerna Finlands Fackförbunds Centralorganisation (FFC) och AKAVA.
STTK är en del av Nordens Fackliga Samorganisation (NFS) varigenom man tillsammans med systerorganisationerna och andra fackliga centralorganisationer i de nordiska länderna bevakar samhällsutvecklingen. STTK är även en del av Europeiska Fackliga Samorganisationen (EFS), samt medlemmar i Internationella Fackliga Samorganisationen (IFS) och Internationella arbetsorganisationen (ILO).
STTK bildades i sin nuvarande form 1993 efter att föregångaren Tjänstemannaorganisationernas centralförbund gick i konkurs 1992. Det gamla STTK grundades 1946.

## Medlemsförbund
- Agrologförbundet(fi) (samarbetsmedlem)
- Kelas tjänstemannaförbund(fi)
- Fackförbundet Pro
- Kyrkliga sektorn(fi)
- Förbundet för Mejeritekniska Funktionärer MVL(fi)
- METO – Skogsbranschens Experter(fi)
- Offentliga och privata sektorns funktionärsförbund
- Byggnadsingenjörer och -arkitekter i Finland RIA(fi)
- Finlands maskinbefälsförbund(fi)
- Finlands Skeppsbefälsförbund(fi)
- Finlands närvårdar-och primärskötarförbund SuPer(fi)
- Finska räddningspersonal SPAL(fi)
- Tehy(fi)
- Tjänstemannaförbundet Erto(fi)

### Tidigare medlemsförbund
- Fackförbundet Suora(fi) (Gick upp i Fackförbundet Pro)
- Försäljar- och marknadsförarproffsen(fi) (Bytte centralorganisation till Akava)
- Tjänstemannaunionen TU(fi) (Gick upp i Fackförbundet Pro)
- Suomen Terveydenhoitajaliitto(fi) (Bytte centralorganisation till Akava)
- Ahtaus- ja Huolinta-alan Tekniset(fi) (Gick upp i Fackförbundet Pro)
- Mediaunioni(fi), (Gick upp i Fackförbundet Pro)
- Liiketalouden liitto(fi)
- Försäkringsarbetarnas Förbund(fi) (Gick upp i Fackförbundet Pro)

## Akademiker- och tjänstemannafack i Norden
- Sverige
  - Tjänstemännens Centralorganisation (TCO)
  - Sveriges akademikers centralorganisation (SACO)
- Danmark
  - Funktionærernes og Tjenestemændenes Fællesråd (FTF)
  - Akademikernes centralorganisation (AC)
- Norge
  - Utdanningsgruppenes Hovedorganisasjon (UNIO)
  - Yrkesorganisasjonenes Sentralforbund (YS)
- Island
  - Förbundet för statligt och kommunalt anställda (BSRS)
- Finland
  - Akava